# ブルーチップ
ブルーチップ（英: blue chip）とは、株式市場で取引されている優良株式銘柄のこと。

## 米国
米国のブルーチップ銘柄は、主にダウ工業株30種平均に採用されている代表的な株式銘柄を指し、収益力や成長力で優れているもののこと。

## 語源
ブルーチップとは、カジノやポーカーで使われるチップのうち最高額のもののことで、これが転じて株式用語となったという説がある。